# Pâmela Bório
Pâmela Monique Cardoso Bório (Senhor do Bonfim, 27 de agosto de 1983) é uma jornalista, apresentadora de televisão brasileira e ex-primeira-dama da Paraíba.

## Biografia
Quando criança fez balé e estudou no colégio de freiras da Ordem Sacramentinas. Aos 13 anos começou a fazer fotos, desfiles e comerciais de TV. Ainda na adolescência atuou como atriz para a companhia de teatro do diretor Fernando Peltier.
Na função de primeira-dama, por tradição, aceitou a presidência de honra do CENDAC – Centro de Apoio à Criança e ao Adolescente e pelo decreto 24.6472003 em seu artigo terceiro teve de assumir a coordenação-geral do Programa de Artesanato da Paraíba. Também desenvolveu inúmeros projetos sociais, além de abraçar causas diversas como madrinha de campanhas ou agente de políticas públicas.
Em 30 de agosto de 2011 recebeu o título de Cidadã Pessoense, em virtude dos relevantes serviços prestados à capital paraibana. Da mesma forma, também teve a aprovação do título de Cidadã Paraibana no final de 2013.
Entre 2011 e 2015 foi casada com o ex-governador da Paraíba Ricardo Coutinho, com quem teve um filho.
Em janeiro de 2023, participou dos atos terroristas em Brasília, nos quais as sedes dos três poderes foram invadidas e vandalizadas.

## Carreira
Formada em jornalismo em multimeios pela Universidade do Estado da Bahia (UNEB), com pós graduação em Redação Jornalística pela Universidade Potiguar (UP) e mestrado em Comunicação Social pela Universidade Federal da Paraíba (UFPB).
Sua carreira jornalística começou em 2001 na TV Bonfim, como apresentadora e repórter. Em 2005 entrou, por meio de processo seletivo, no departamento de jornalismo da TV São Francisco, pertencente à Rede Bahia, afiliada da Rede Globo no estado. Em seguida foi convidada para integrar o setor de jornalismo da TV Grande Rio, afiliada da Rede Globo em Pernambuco, onde atuou como repórter.
A jornalista chegou à Paraíba em 2007 para trabalhar na TV Tambaú, afiliada do SBT no estado. Na emissora em questão, começou a fazer entretenimento através do programa Feminíssima. Após um ano, assumiu a bancada do telejornal Tambaú Notícias 2 edição, onde atuou sozinha como âncora. Em 2010 apresentou o Tambaú Esportes até entrar em licença-maternidade. Atualmente apresenta a revista eletrônica de variedades Panorama, na mesma emissora.

## Prêmios
- 2003 - Troféu Empresas e Profissionais Nota 10
- 2004 - Troféu Mulher Destaque

## Escândalos
Em 2013, de acordo com o documento (do TCE), Pâmela encomendou sem licitação produtos de cama e banho e acessórios para um quarto de bebê. Pediu orçamentos às lojas e priorizou seu gosto pessoal, em vez do menor preço, diz o relatório…” Segue: “… A auditoria do TCE, como mostrou a revista “IstoÉ”, acrescenta ser “curiosa” a quantidade de farinha láctea adquirida: 460 latas em menos de 30 dias. Houve ainda gastos com “cauda de lagosta de primeira”, “bacalhau do Porto” e “carne de carneiro sem osso”. O secretário Lúcio Flávio (Casa Civil), ouvido pela Folha, confirma as compras.